# Ерлкортски сајам
Ерлкортски изложбени центар (енгл. Earls Court Exhibition Centre) је мултифункционални сајамски центар у западном делу Лондона (Енглеска), у градској општини Кенсингтон и Челси. Представља највећи изложбени центар у целом централном Лондону. 
Отворен је 1. септембра 1937. када је одржан сајам чоколаде и конфекције. Архитектонска решења урадио је амерички архитект Чарлс Хауард Крејн. Проширен је 1991. за додатних 17.000 м² на укупно 42.000 м². 
Током Летњих олимпијских игара 2012. које су се одржавале у периоду од 27. јула до 12. августа 
Ерлкортски сајам је претворен у спортски центар у коме су се одржавала такмичења у боксу, гимнастици, дизању тегова, рвању и одбојци. 